# Žukovec
Žukovec is een plaats in de gemeente Dubrava in de Kroatische provincie Zagreb. De plaats telt 161 inwoners (2001).